# Superfest

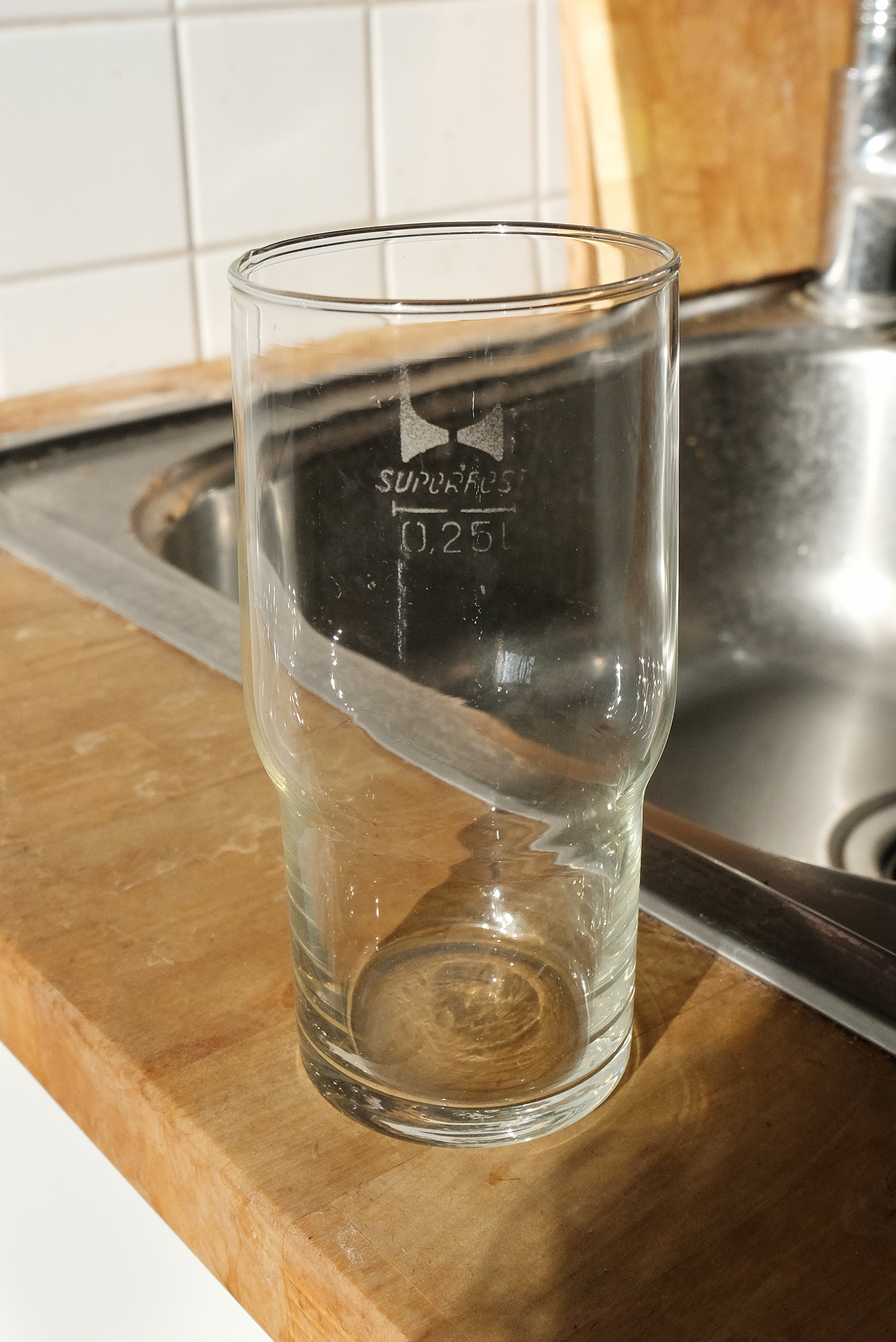
Ein Superfest-Bierglas (0,25 l) mit dem typischen Eichstrich

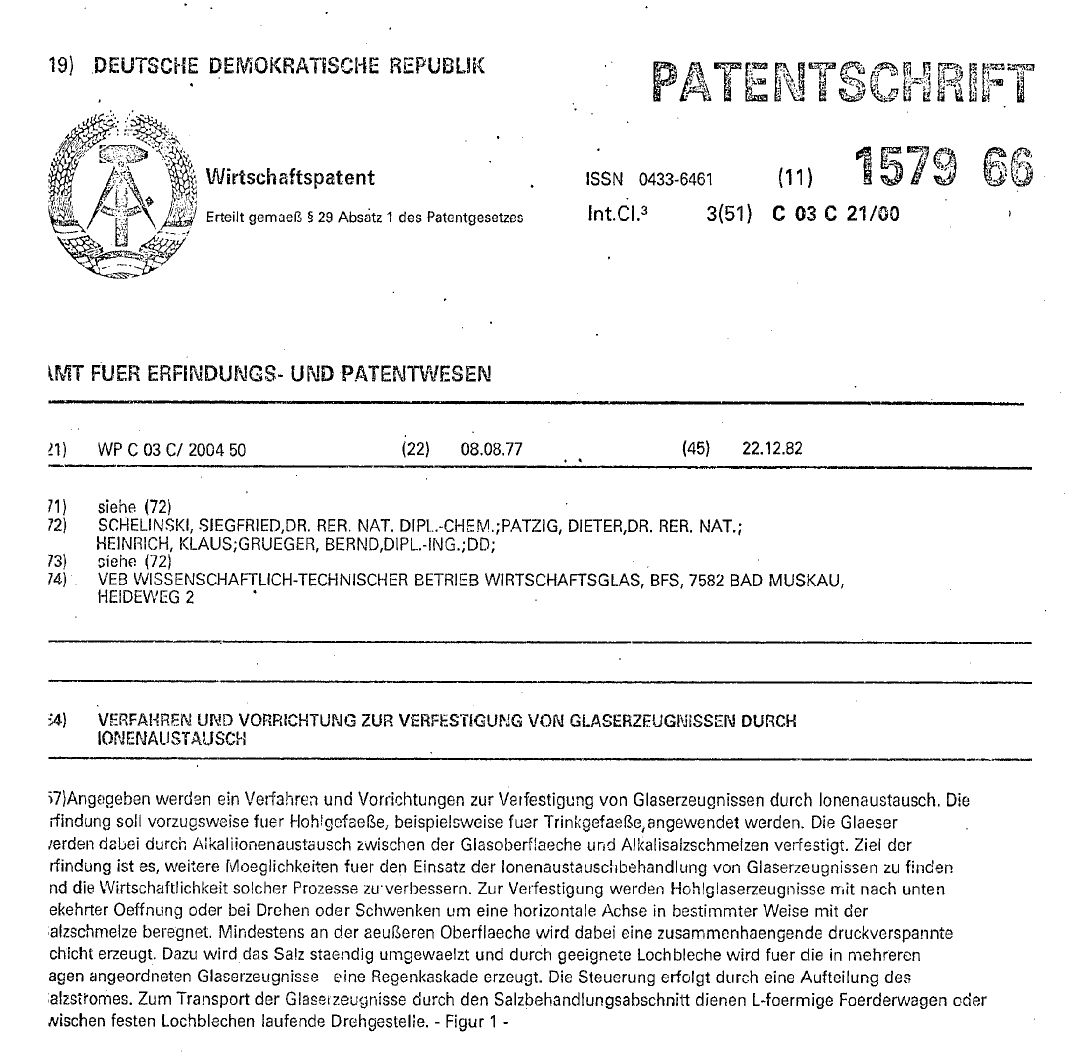
DDR-Wirtschaftspatent Nr. 157966

Superfest, bis 1980 auch CV-Glas oder Ceverit genannt, war eine Marke für Trinkgläser aus der DDR. Dank ihres chemisch verfestigten Glases waren sie erheblich stabiler als Trinkgläser aus herkömmlichem Glas. Die Superfest-Gläser wurden zwischen 1980 und 1990 im damaligen VEB Sachsenglas Schwepnitz (Kombinat Lausitzer Glas) produziert.

## Geschichte
Mitte der 1970er-Jahre begannen in der DDR Versuche, das herkömmliche dünnwandige Wirtschaftsglas fester und hitzebeständiger zu machen. Die 1973 vom Zentralinstitut für anorganische Chemie gegründete Abteilung Glasstrukturforschung untersuchte u. a. den sogenannten Ionenaustausch. In einem zusätzlichen Prozessschritt werden dabei an der Oberfläche der Gläser kleinere Natrium-Ionen durch größere Kalium-Ionen ersetzt, die die Spannung in der Glasoberfläche erhöhen und es damit fester machen. Dieser Mechanismus wird heute u. a. auch für die Herstellung von Gorilla Glass verwendet.
Am 8. August 1977 meldete ein vierköpfiges Team um den Wissenschaftler Dieter Patzig das Patent Nr. 157966 Verfahren und Vorrichtung zur Verfestigung von Glaserzeugnissen durch Ionentausch für verfestigtes Trinkglas an. Im November 1978 sicherte ein Ministerratsbeschluss die Finanzierung dieses „Vorhabens von besonderer Dringlichkeit“. Die aus der Erfindung hervorgehende Glasmarke wurde CEVERIT genannt, zusammengesetzt aus CE (chemisch) + VER (verfestigt) + IT (übliche Endung für mineralische Stoffe). Angestrebt wurde die fünffache Lebensdauer eines gewöhnlichen Trinkglases, erreicht wurde die 15-fache. Weitere Vorzüge waren die Hitzebeständigkeit, die Stapelbarkeit und das geringere Gewicht.
Die Wissenschaftler hatten ein kleines Team von Assistentinnen, die täglich an der Verbesserung des Materials mitgeholfen haben. Für die Innovation bekamen die Wissenschaftler und deren Team von Assistentinnen der Akademie der Wissenschaften der DDR (AdW) eine Ehrung und eine Geldprämie. Diese Prämie wurde nur an Vollzeitkräfte ausgezahlt und nicht an Teilzeitkräfte.
Die Produktion, die im Frühjahr 1980 im VEB Sachsenglas Schwepnitz begann, beschränkte sich zunächst auf Biergläser. Auf Anregung des westdeutschen Handelsvertreters Eberhard Pook wurde der Name der Glasmarke in Superfest geändert. Der tägliche Gesamtenergieverbrauch der Anlage, die für einen Durchsatz von bis zu 48.000 Viertelliter-Gläsern pro Tag konzipiert war, lag zwischen 250 und 350 kWh. Bis zum Produktionsende am 1. Juli 1990 wurden 110 bis 120 Millionen Superfest-Trinkgläser in allen Größen gefertigt. Hauptabnehmer war die DDR-Gastronomie. Der beabsichtigte Verkauf in der Bundesrepublik kam nicht zustande.
„Bei Coca Cola zum Beispiel hieß es: Warum sollen wir ein Glas nehmen, das nicht kaputtgeht? Wir verdienen Geld mit unseren Gläsern. […] Die Händler sagten verständlicherweise: Wer sägt schon den Ast ab, auf dem er sitzt?“ (Eberhard Pook)
Neben den anfänglichen Biergläsern wurden später auch Schnapsgläser, Vasen, Eisbecher und andere Formen ins Sortiment aufgenommen.
Mit der politischen Wende begann die Abwicklung der DDR-Glasindustrie und ihrer wissenschaftlichen Einrichtungen. Aus dem Glaswerk Schwepnitz wurde im Juli 1990 die SAXONIA-Glas GmbH Schwepnitz, die 1991 von der Treuhand liquidiert wurde. Im April 1992 wurde das Patent von den Erfindern aufgegeben.

## Formen
- Stapelbecher in fünf Größen (am häufigsten produziert, s. u.)
- zwei Bechergrößen mit dem Namen „Konic“
- zwei Bechergrößen für Bier und Whisky mit dem Namen „Columbus“
- zwei Becher für Bier und Whisky mit dem Namen „Capitol“
- eine Sektstange
- ein Grogglas
- eine Teeschale
- eine Eisschale
- mindestens eine Senfglasgröße
- einen Schwenker
- ein Schnapsglas
- einen Weinbecher
- zwei Vasengrößen.

Auf den Teebechern, Senfgläsern und Vasen fehlen der geätzte Superfest-Markenname sowie das Logo für Lausitzer Glas. Auf dem kleinen Stamper ist der Schriftzug „Superfest“ wie der Füllstand in rot aufgedruckt.
Die Stapelbecher vom Gestalterkollektiv Paul Bittner, Fritz Keuchel und Tilo Poitz wurden 1980 mit dem Preis Gutes Design ausgezeichnet. Sie basiert auf den Wirtegläsern, die Margarete Jahny und Erich Müller Anfang der 1970er Jahre entworfen hatten; zugunsten der Stapelbarkeit wurden die ursprünglichen Formen Jahnys und Müllers geändert.

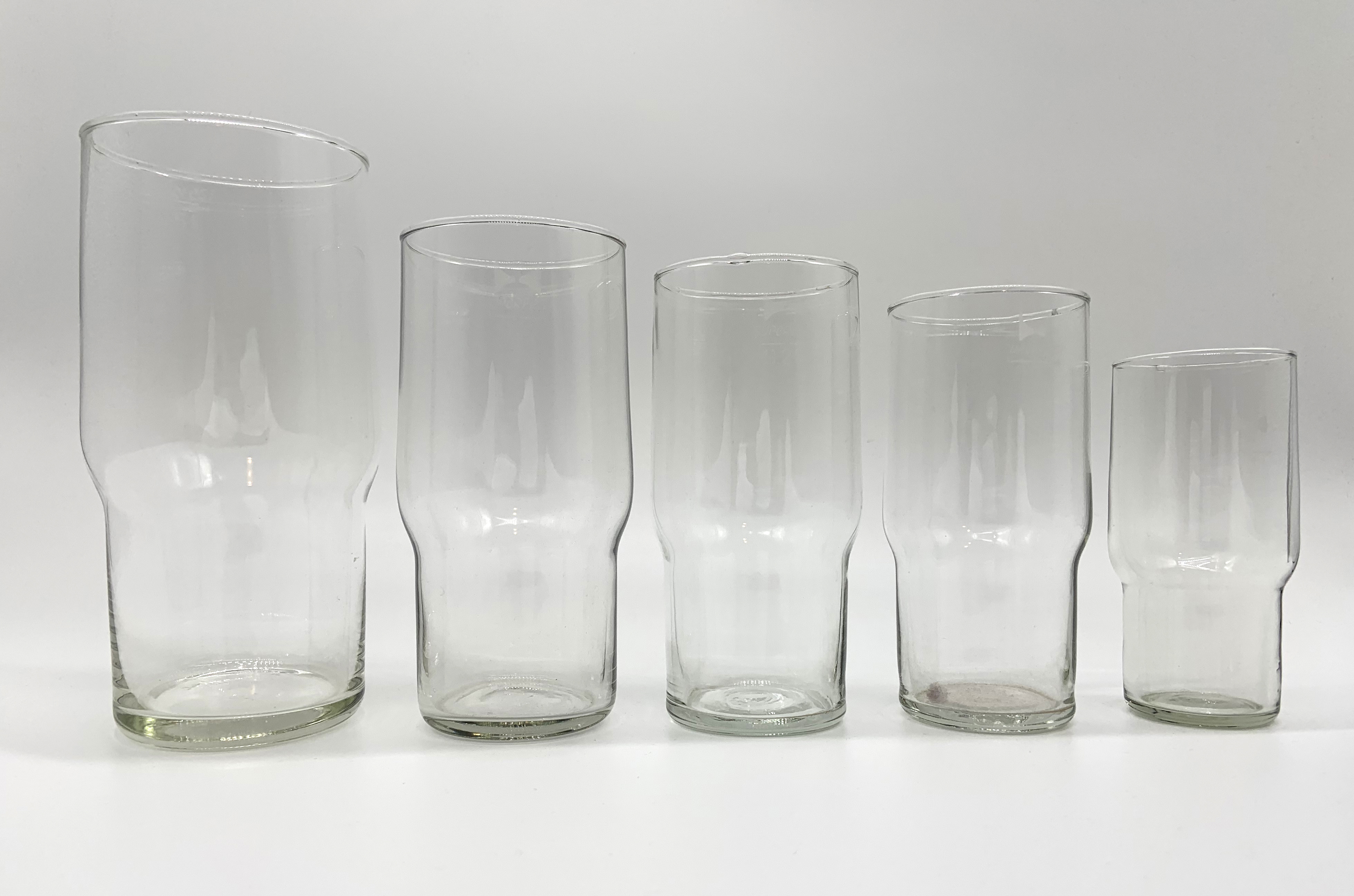
Superfest-Stapelbecher in fünf Größen
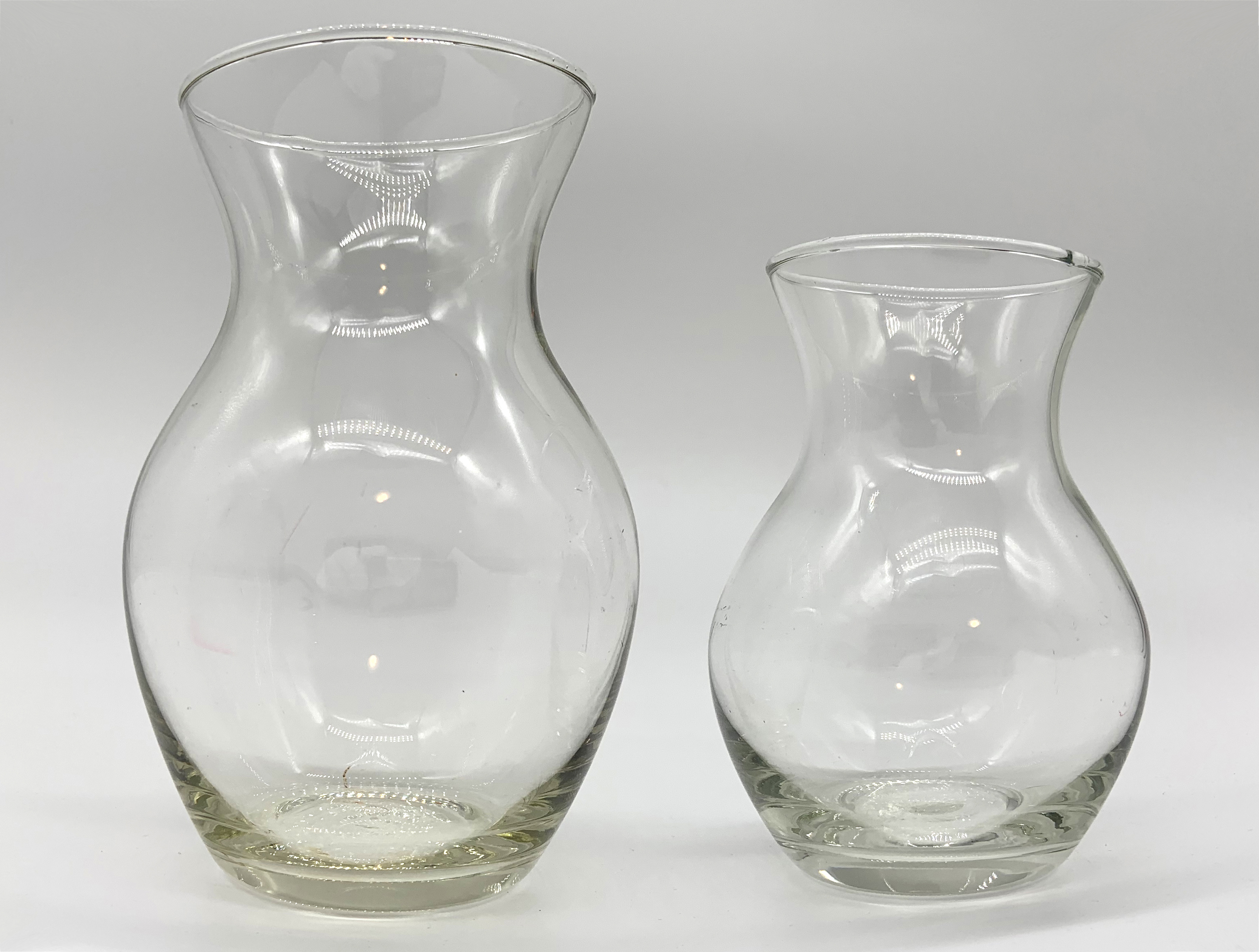
Superfest-Vasen
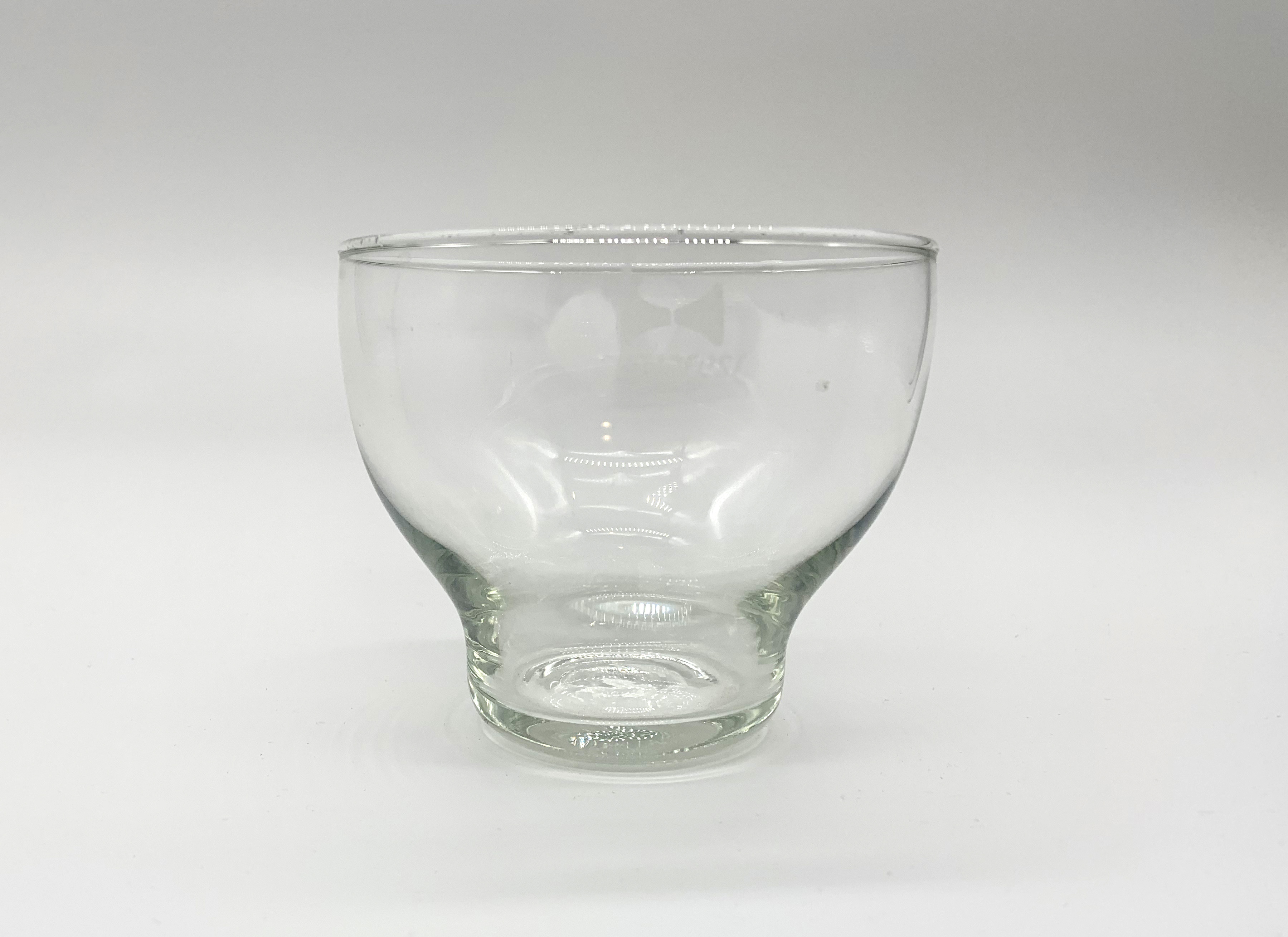
Superfest-Eisschale
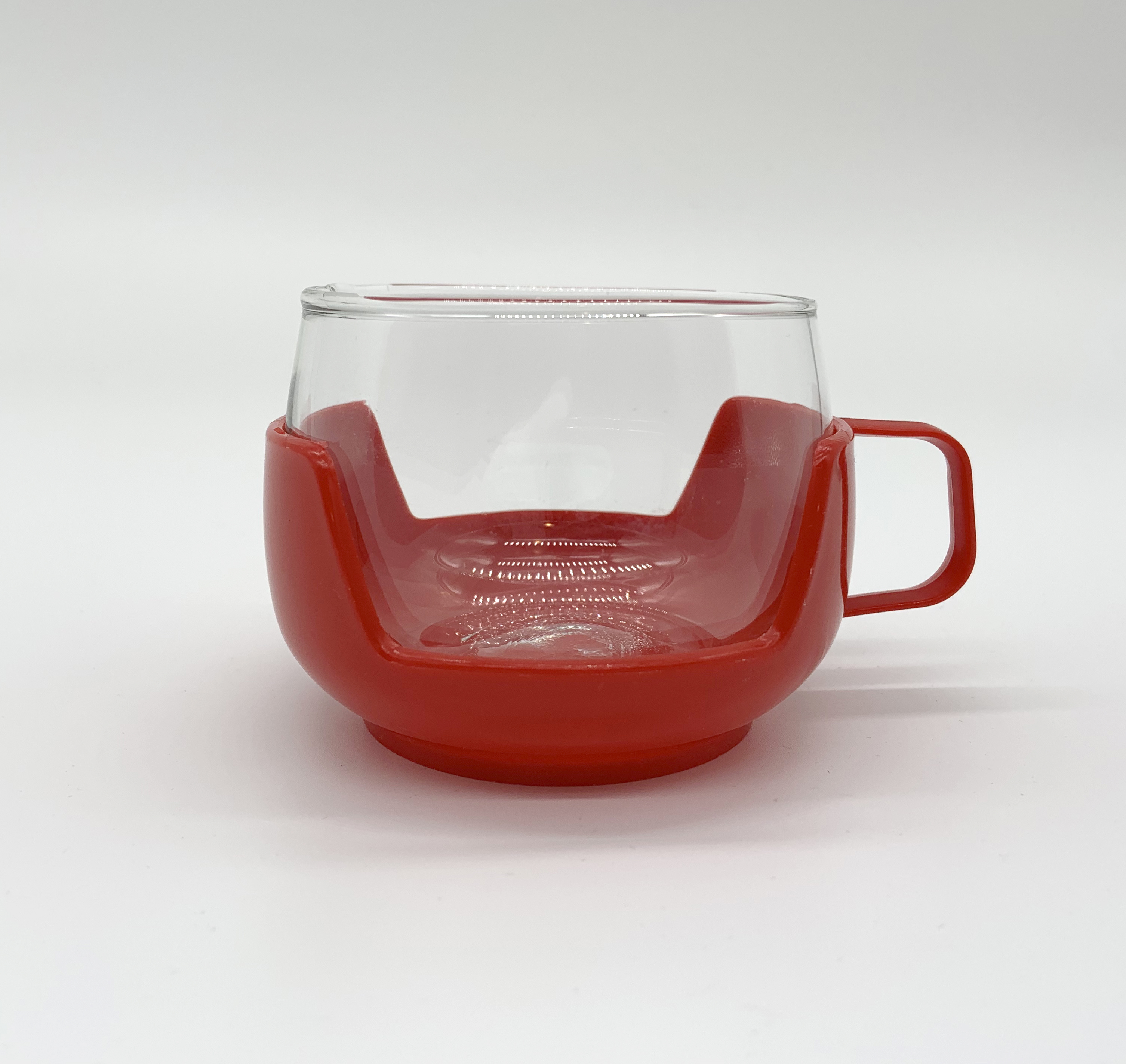
Superfest-Teebecher
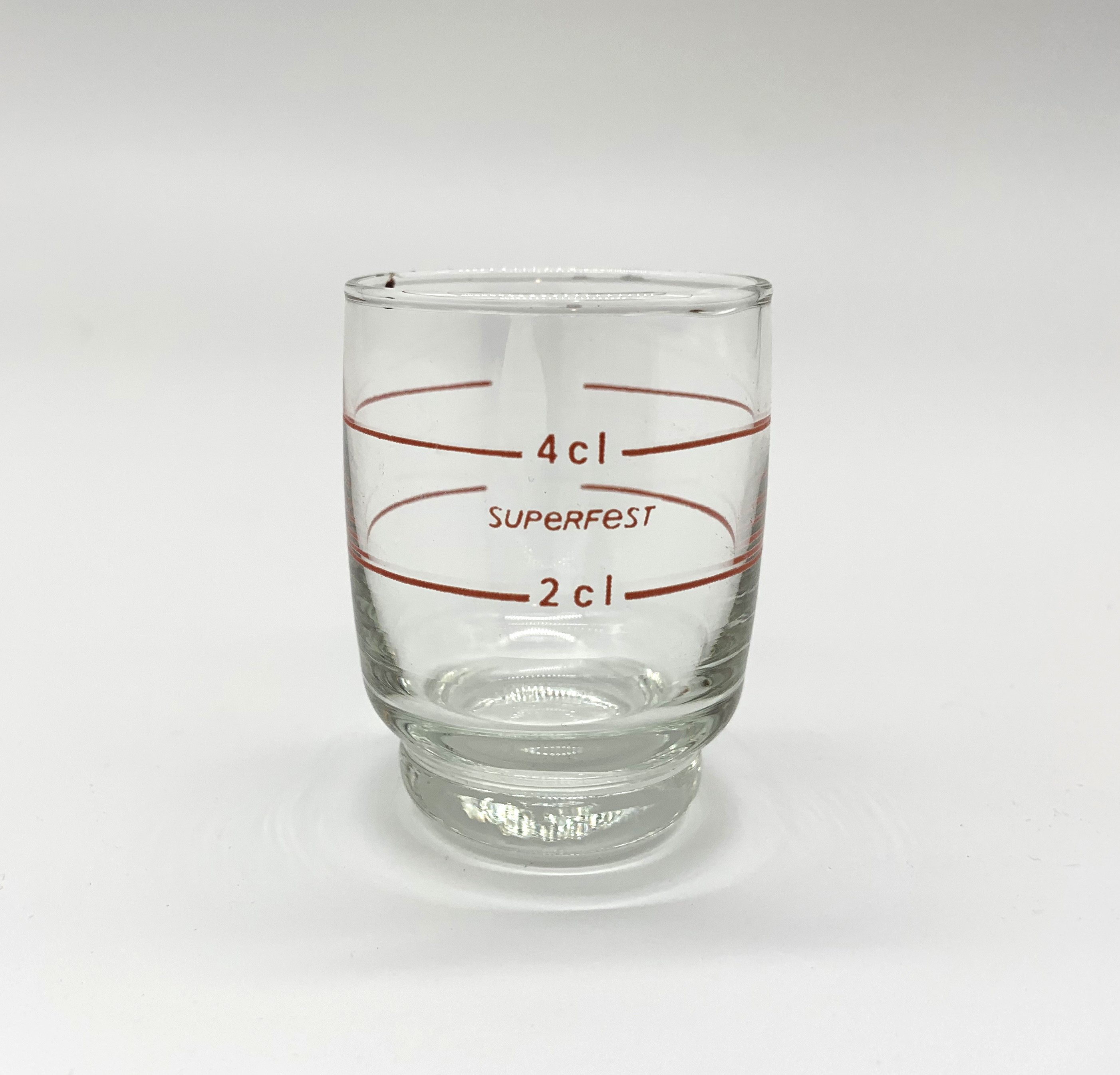
Superfest-Stamper mit Aufdruck

Im Glasmuseum Weißwasser stehen drei weitere, wahrscheinlich nie in Umlauf gekommene Formen, die nicht das geätzte Markenzeichen tragen:
- ein Stielglas für Rot- oder Weißwein
- ein kleiner „Columbus“-Stamper
- ein Schnapsglas in Stapelbecherform mit 4 cl Inhalt.

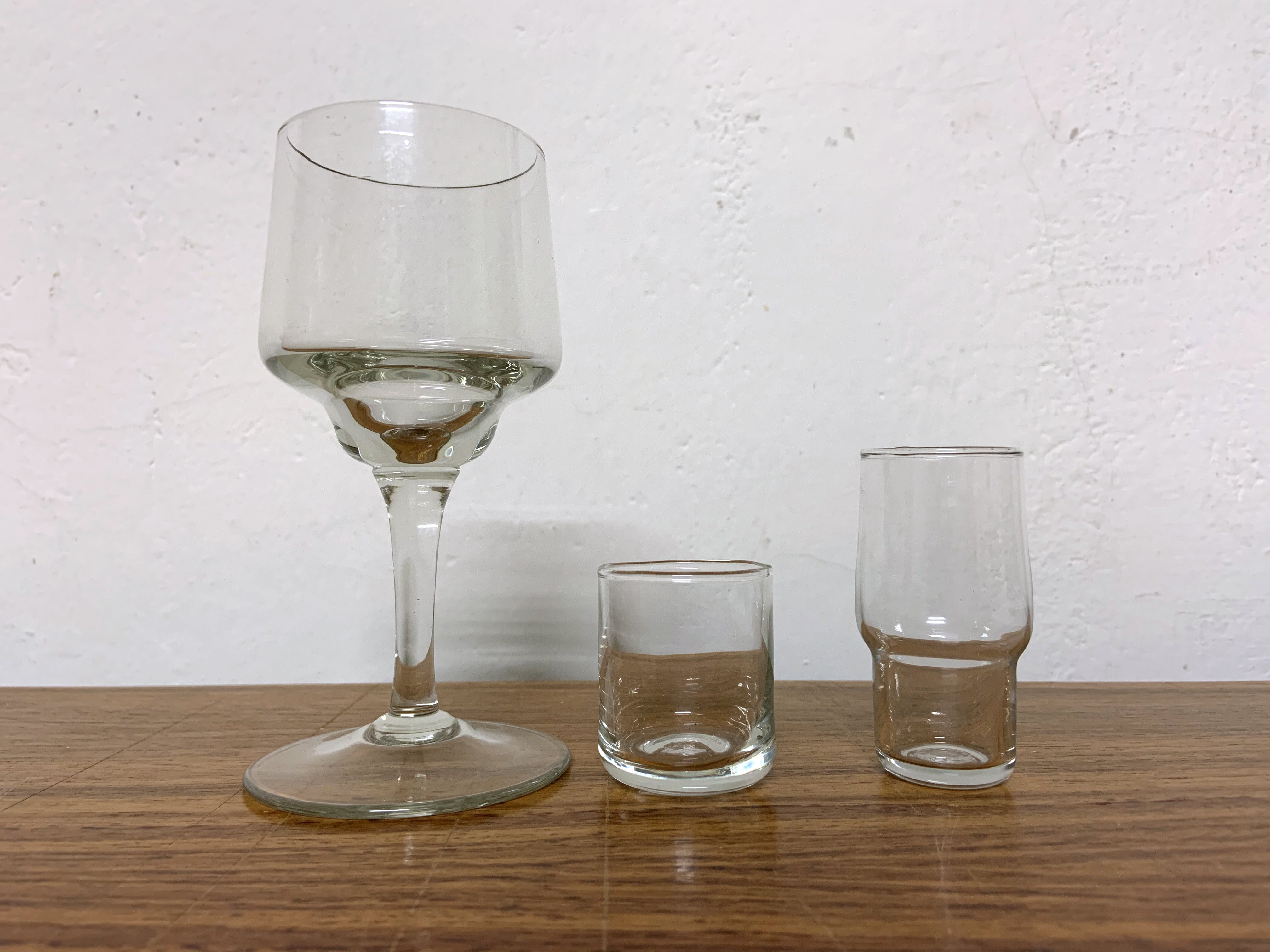
Weinglas, Stamper und Schnapsglas in Stapelbecherform

## Weiterentwicklung
Im Jahr 2019 wurde in einer Zusammenarbeit der 2MH Glas GmbH und der TU Bergakademie Freiberg ein erheblich beschleunigtes Verfahren für die chemische Verfestigung von Glas validiert. Seit dem Jahr 2023 werden erste Produkte aus im neuen Verfahren chemisch verfestigtem Glas kommerziell hergestellt. Die 2MH Glas GmbH und die ReViSalt GmbH sind im Jahr 2024 verbunden worden und firmieren seither als ReViSalt GmbH.

## Videos
- Superfest-Glas aus der Lausitz, MDR-Video
- Simplicissimus: Die unzerstörbaren Gläser der DDR auf YouTube, 18. September 2024 (deutsch; Übersetzung).
- fern: How Communists Made Unbreakable Glass auf YouTube, 30. April 2024 (englisch; Original).
- ARD-Mediathek / Beitrag in der Sendereihe "Einfach genial": Bruchsicheres Glas mit neuer Technik (MDR Fernsehen, 4. Februar 2025 | 19:50 Uhr)